# ناو آرنا
ناو آرنا (در اصل با نام سیرز سنتر آرنا شناخته می‌شد) یک سالن سرپوشیده چند منظوره در هافمن استیتز، ایلینوی است.

## تاریخچه

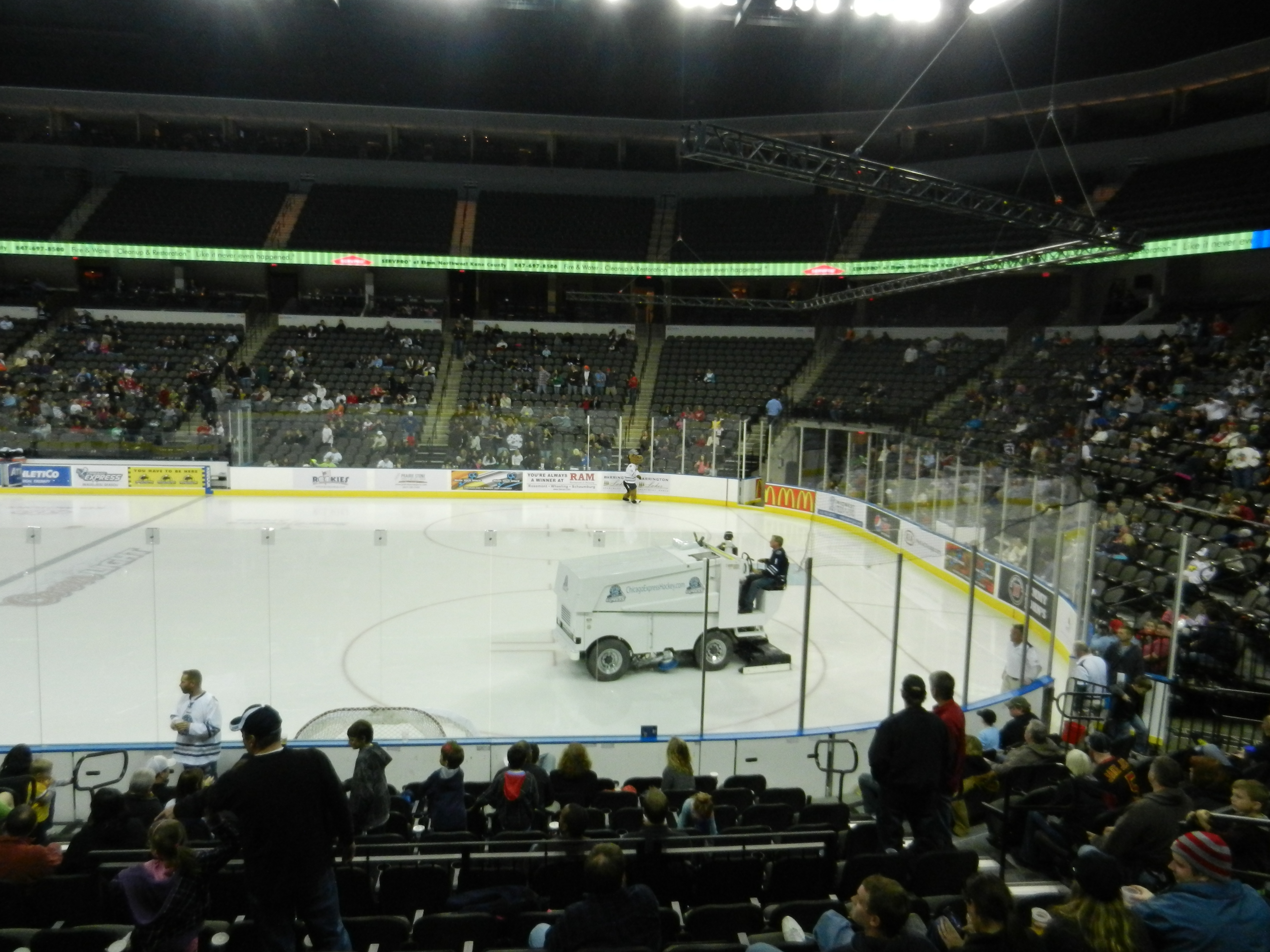
سطح سالن برای یک بازی هاکی به صورت یخ تنظیم شده‌است.

این ورزشگاه حاصل یک سرمایه‌گذاری مشترک بین هولدینگ سیرز، شرکت‌های رایان و دهکده هافمن استیتز بود. این پروژه در سال ۱۹۹۸ آغاز شد. با این حال تا سال ۲۰۰۵ برنامه ای در این خصوص تدوین نشد. ساخت و ساز سنتر آرنا در ژوئیه ۲۰۰۵ آغاز. و در ۲۶ اکتبر ۲۰۰۶ با اجرای دوران دوران و باب دیلن در محل سالن افتتاح شد.
در سال ۲۰۱۱، دهکده هافمن استیتز پس از اینکه شرکت‌های رایان به دلیل عدم موفقیت و ورشکستگی این سالن را واگذار کردند، مالکیت این ورزشگاه را تصاحب کرد. با این حال، از زمانی که این هلدینگ ورزشگاه را در اختیار گرفت شرکت Global Spectrum را برای مدیریت آن معرفی کرد، و با تلاش این شرکت این ورزشگاه پیشرفت داشته‌است.
حق نامگذاری این ورزشگاه تحت تأثیر هولدینگ سیرز قرار نگرفت چرا که این هلدینگ در سال ۲۰۱۸ اعلام ورشکستگی کرد. در ۲۳ ژوئن ۲۰۲۰، دهکده هافمن استیتز قراردادی ۱۱٫۵ میلیون دلاری برای تغییر نام مکان به NOW آرنا، با حقوق نامگذاری متعلق به شرکت NOW Health Group، که یک تولیدکننده محصولات طبیعی در بلومینگدیل، ایلینویز را تصویب کرد. . تغییر نام رسماً از ۱ سپتامبر ۲۰۲۰ اعمال شد.

## رویدادهای قابل توجه
- در سال ۲۰۰۸ و از سال ۲۰۱۰ تا کنون، انجمن تشویقی تفریحی ایلینوی مسابقات قهرمانی سالانه ایالتی خود را در این مرکز برگزار می‌کند.

ژیمناستیک آمریکا
- جام ژیمناستیک ایالات متحده ۲۰۱۳ (۲۶ ژوئیه ۲۰۱۳)
- ۲۰۱۳ ژیمناستیک کلاسیک ایالات متحده (۲۷ ژوئیه ۲۰۱۳)
- ۲۰۱۴ ژیمناستیک کلاسیک ایالات متحده (۲ اوت ۲۰۱۴)[۱]
- ژیمناستیک کلاسیک ایالات متحده ۲۰۱۵ (۲۵ ژوئیه ۲۰۱۵)
- ژیمناستیک کلاسیک ایالات متحده ۲۰۱۷ (۲۹ ژوئیه ۲۰۱۷)